# Chesapeake Energy
Chesapeake Energy — нефтегазовая компания США, специализируется на добыче сланцевого газа. Штаб-квартира компании находится неподалёку от Оклахома-сити, штат Оклахома. В списке крупнейших компаний мира Forbes Global 2000 за 2022 год заняла 1108-е место (1579-е по размеру выручки, 164-е по чистой прибыли, 1457-е по рыночной капитализации).

## История
Компания Chesapeake Energy была основана в 1989 году Обри МакКлендоном и Томом Уордом. Уставной капитал компании составлял $50 тысяч. Изначально ставка делалась на применение новейших технологий, в частности, на технологию горизонтального бурения. Это позволило компании в короткие сроки добиться приличных объёмов добычи газа в Оклахоме и Техасе. Необходимость дальнейшего развития определила проведение IPO, которое состоялось в 1993 году на Нью-йоркской фондовой бирже. Привлечённые средства дали мощный толчок развитию компании.
В начале XXI века компания начала диверсифицировать источники добычи газа (до этого практически всё сырьё добывалось на базовом для компании месторождении на границе Оклахомы и Техаса). В результате компания начала снова заметно расти за счёт как нового бурения, так и за счёт приобретения активов. Chesapeake Energy одной из первых начала осваивать технологию добычи сланцевого газа.
В середине 2012 года компания продала свою газопроводную сеть за $4,08 млрд.
В 2013 году МакКлендон был отправлен в отставку, поскольку к этому времени долг компании достиг 20 млрд долларов, только с 2010 по 2013 год компания потратила на аренду участков и бурение на 30 млрд долларов больше, чем заработала. В том же МакКлендон основал новую компанию, American Energy Partners, занявшуюся добычей сланцевого газа в Австралии и Аргентине, но в 2016 году погиб в автокатастрофе.
После МакКлендона компанию возглавил Роберт Лоулер, однако ему не удалось решить проблему долга, поскольку из-за перепроизводства природного газа цена на него в США продолжала падать. В июне 2020 года Chesapeake заявила о банкротстве и попросила о защите для реструктуризации долга. 9 февраля 2021 года Chesapeake заявила о выходе из процедуры банкротства. С 10 февраля 2021 года новые акции компании начали торговаться на фондовой бирже NASDAQ; по решению суда, долг Chesapeake в размере 7,8 млрд долларов США был реструктурирован в новые акции компании.

## Деятельность
Chesapeake Energy добывает нефть и природный газ в штатах Техас (Игл-Форд), Луизиана (Хэйнесвилль) и Пенсильвания (Аппалачинский бассейн).
На конец 2021 года доказанные запасы углеводородов составляли 1,596 млрд баррелей н. э., из них нефти — 210 млн баррелей, газового конденсата — 82 млн баррелей, природного газа — 221,5 млрд м³.
В 2021 году среднесуточный уровень добычи составлял 460 тыс. баррелей н. э., из них нефти — 71 тыс. баррелей, газового конденсата — 22 тыс. баррелей, природного газа — 62,7 млн м³.
Крупнейшими покупателями добытых компанией газа и нефти являются компании Valero Energy (14 % выручки) и Energy Transfer Partners (11 %).